# ري بالطلمبات
الري بالطلمبات أي بالمضخات يعتبر، واحد من أنواع الري السطحي الذي يعتمد على نقل المياه من مصدرها فوق سطح التربة بالجريان السطحي، في حال كان المصدر أكثر انخفاضاً من الأرض التي تُزرع فيها النباتات. عادة، تُحفر قنوات  أو أخاديد سطحية لتجري فيها المياه وصولًاً إلى الأرض الزراعية ومن ثم تُوزّع بين صفوف النباتات في حالة النباتات الحولية أو بشكل حلقات حول جذع الأشجار.

## أهمية الري بالطلمبات
- يحافظ على  رطوبة التربة لكي تنبت البذور
- يوفر الماء للمحاصيل مكونين ضروريين هما: الأكسجين و الهيدروجين
- يعزز قدرة النبات على امتصاص العناصر الغذائية المعدنية من التربة
- يؤدي إلى تسريع عملية نمو جذور النباتات وتطورها

## الحاجة لنظام الري بالمياه
عادةً ما يكون الري بالمياه مطلوبًا بسبب الظروف التالية:
- هطول الأمطار أقل مما تحتاجه النباتات من الماء
- عندما تكون مياه الأمطار غير موزعة بشكل  متساو في جميع أنحاء الأرض كما هو مطلوب
- توقيت هطول الأمطار يمكن غير مناسب برمي البذور

## مزايا الري بالطلمبات

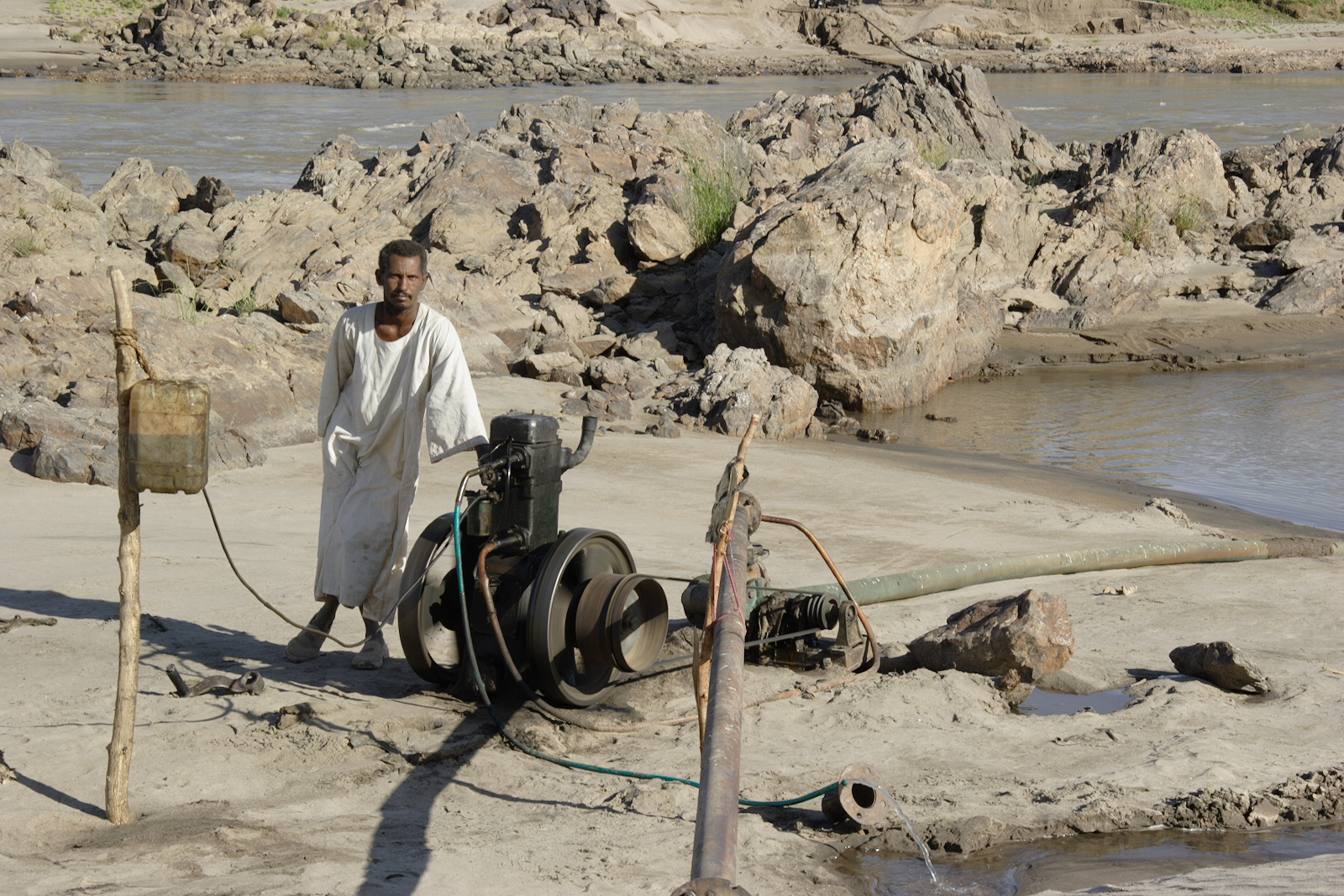
ري بالطلمبات في السودان

- مفيد في المناطق ذات الأمطار القليلة
- يعزز تخزين المياه الجوفية الرياح مواتية
- يمكن أن يساعد في توليد الطاقة الكهرومائية ويجعل المنطقة رطبة
- تمكن من زراعة المحاصيل النقدية
- عدم كفاية هطول الأمطار سيجعل من الصعب تلبية الحاجة إلى المياه. وتتم محاولة التغلب على النقص الناجم عن عدم كفاية هطول الأمطار عن طريق الري ولذلك فإن الري يساعد في سنوات الجفاف.[1]

## السلبيات
- هدر المياه سواء عن طريق التبخر أو التسرب إلى التربة التي تجري فوقها المياه في طريقها نحو النباتات، وترتبط كفاءتها بنوعية التربة ففي التُرب المُتجانسة ذات النفاذية الضعيفة ترتفع كفاءة الري السطحي لتصل إلى 90% من كفاءة لبري بالطرق الحديثة
- تظهر على طول القنوات، مستنقعات و برك بسبب التسرب المفرط وتسرب المياه. وبمرور الوقت، تتحول البرك والمستنقعات إلى مناطق لتكاثر البعوض، مما يؤدي إلى ظهور أمراض مثل الملاريا.
- يرتفع منسوب المياه نتيجة للانسكابات المفرطة في الأرض، مما يؤدي إلى تشبع منطقة جذور المحاصيل تمامًا ويؤدي إلى تشبع المنطقة بالمياه
- وجود مياه الري يقلل من درجة الحرارة ويجعل المنطقة رطبة
- يتم فقدان الأراضي الصناعية والسكنية القيمة بسبب أنظمة وشبكاات قنوات الري

## مضخات المياه

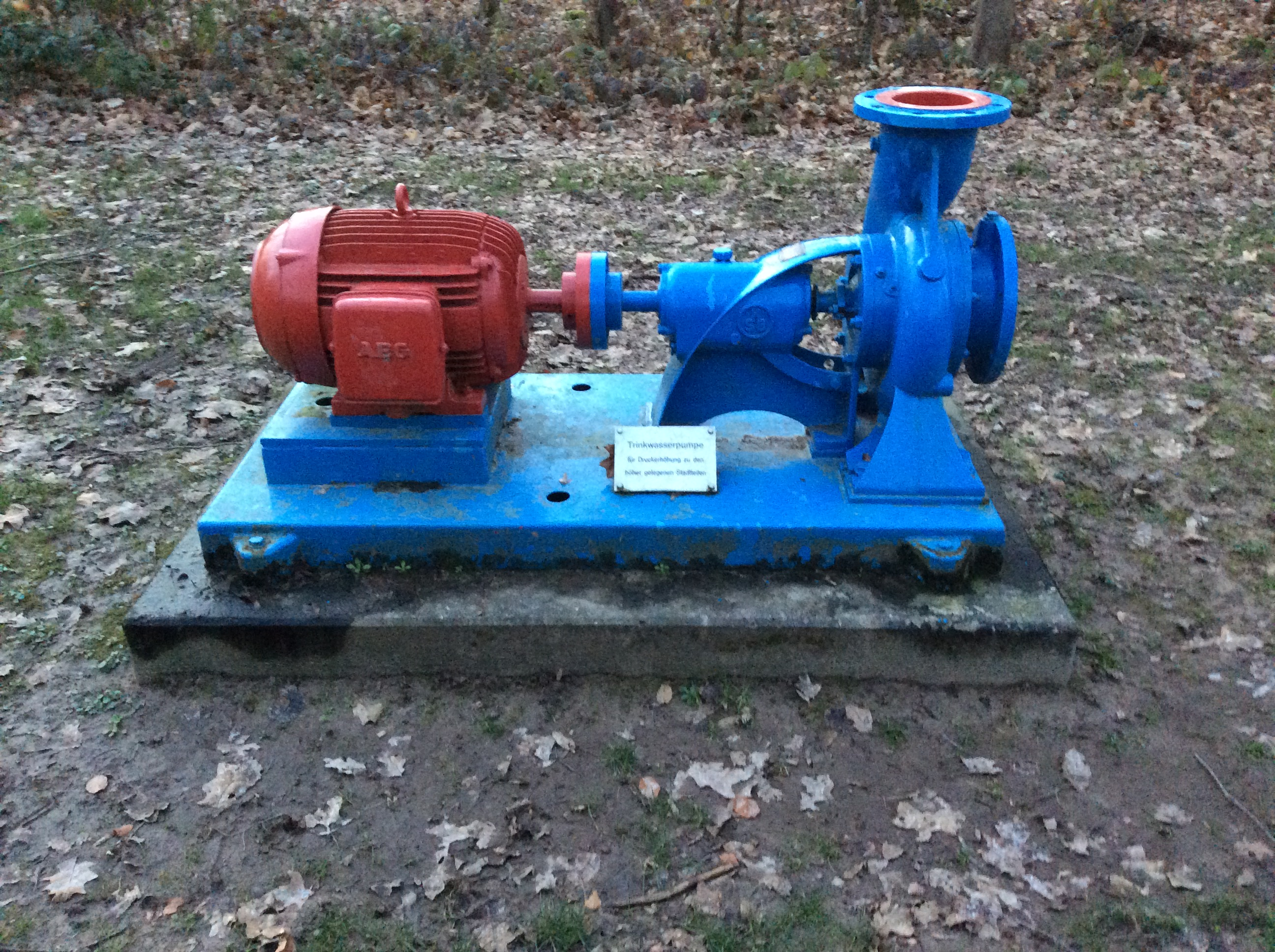
مضخة حديثة يتم تشغيلها باستخدام محرك كهربائي

مضخات المياه هي آلات لنقل المياه وتلعب دوراً أساسياً في الزراعة حيث تقوم بنقل المياه من مصدرها إلى الحقول و المحاصيل . يمكن استخدام مضخات المياه في  العديد من أشكال الري، مثل التنقيط  أو الرشاشات أو الخرطوم.
تستخدم مضخات الري لضخ المياه من مستوى أدنى إلى مستوى أعلى حيث تتدفق المياه بعد ذلك عبر قنوات إلى الحقول التي تتطلب الري (عملية الرفع) أو رفعها إلى مستوى الضغط المطلوب بحيث يمكن رشها على الحقول عن طريق أنظمة الأنابيب (الرش).
هناك ثلاثة أنواع أساسية من المضخات:
- مضخات الإزاحة الايجابية
- مضخات الطرد المركزي
- مضخات التدفق المحوري

وتعتبر مضخات الطرد المركزي هي النوع الأكثر شيوعًا، لأنها مناسبة لمعالجة المياه وسهلة التصنيع نسبيًا.

## العوامل التي يجب مراعاتها عند اختيار مضخة الري
تشمل المضخات المستخدمة في الري مضخات الطرد المركزي و توربينات الآبار العميقة والمضخات الغاطسة والمروحية.
قبل اختيار مضخة الري، يجب جراء جرد دقيق وكامل للظروف التي ستعمل فيها المضخة ويتضمن ذلك ما يلي:
- مصدر المياه (بئر، نهر، بركة، الخ)
- معدل تدفق الضخ المطلوب
- رأس الشفط الكلي
- إجمالي الرأس الديناميكي[4]

==مراجع==
1. ↑  
"Advantages and Disadvantages of Irrigation - Javatpoint" (بالإنجليزية). Archived from the original on 2023-06-13. Retrieved 2023-11-13.
2. ↑  
"Futurepump - Solar water pumps for farm irrigation" (بالإنجليزية الأمريكية). Archived from the original on 2023-10-30. Retrieved 2023-11-13.
3. ↑  
"MEP Engineering & Design Consulting Firm / BIM Services / NY Engineers" (بالإنجليزية). Archived from the original on 2023-11-12. Retrieved 2023-11-13.
4. ↑  
"Irrigation Water Pumps / NDSU Agriculture" (بالإنجليزية). Archived from the original on 2023-07-02. Retrieved 2023-11-13.